# Pomacentrus baenschi
Pomacentrus baenschi är en fiskart som beskrevs av Allen, 1991. Pomacentrus baenschi ingår i släktet Pomacentrus och familjen Pomacentridae. Inga underarter finns listade i Catalogue of Life.